# Коконато
Коконато (итал. Cocconato) је насеље у Италији у округу Асти, региону Пијемонт.
Према процени из 2011. у насељу је живело 895 становника. Насеље се налази на надморској висини од 446 м.

## Становништво
| 1936. | 1951. | 1961. | 1971. | 1981. | 1991. | 2001. | 2011. |
| ----- | ----- | ----- | ----- | ----- | ----- | ----- | ----- |
| 2.289 | 1.925 | 1.865 | 1.651 | 1.630 | 1.548 | 1.540 | 1.564 |